# Cote Lai
Cote Lai é uma cidade da Argentina, localizada na província de Chaco.